# Tuberculobasis guarani
Tuberculobasis guarani – gatunek ważki z rodziny łątkowatych (Coenagrionidae).